# Nico Neyer
Nico Neyer (* 27. Oktober 1951 in Luxemburg (Stadt)) ist ein ehemaliger luxemburgischer Radrennfahrer und nationaler Meister im Radsport.

## Sportliche Laufbahn
Neyer gewann er die nationale Meisterschaft im Straßenrennen der Amateure 1973. Anfang der 1970er Jahre war er Mitglied der Nationalmannschaft Luxemburgs und startete bei Rundfahrten in Schottland, Deutschland und den Niederlanden. 1969 wurde er Zweiter im Rennen Grand Prix Général Patton hinter André Beullens aus Belgien.